# Wichitas
Pour les articles homonymes, voir Wichita (homonymie).
Les Wichitas sont une tribu d'Amérindiens vivant actuellement dans les États américains du Kansas, de l'Oklahoma et du Texas. Leur langue, le wichita, est une langue de la famille des langues caddoanes au sein desquelles elle constitue un sous-groupe. La langue est quasiment éteinte ; en 1992, il ne restait qu'une douzaine de locuteurs, tous âgés.

## Galerie

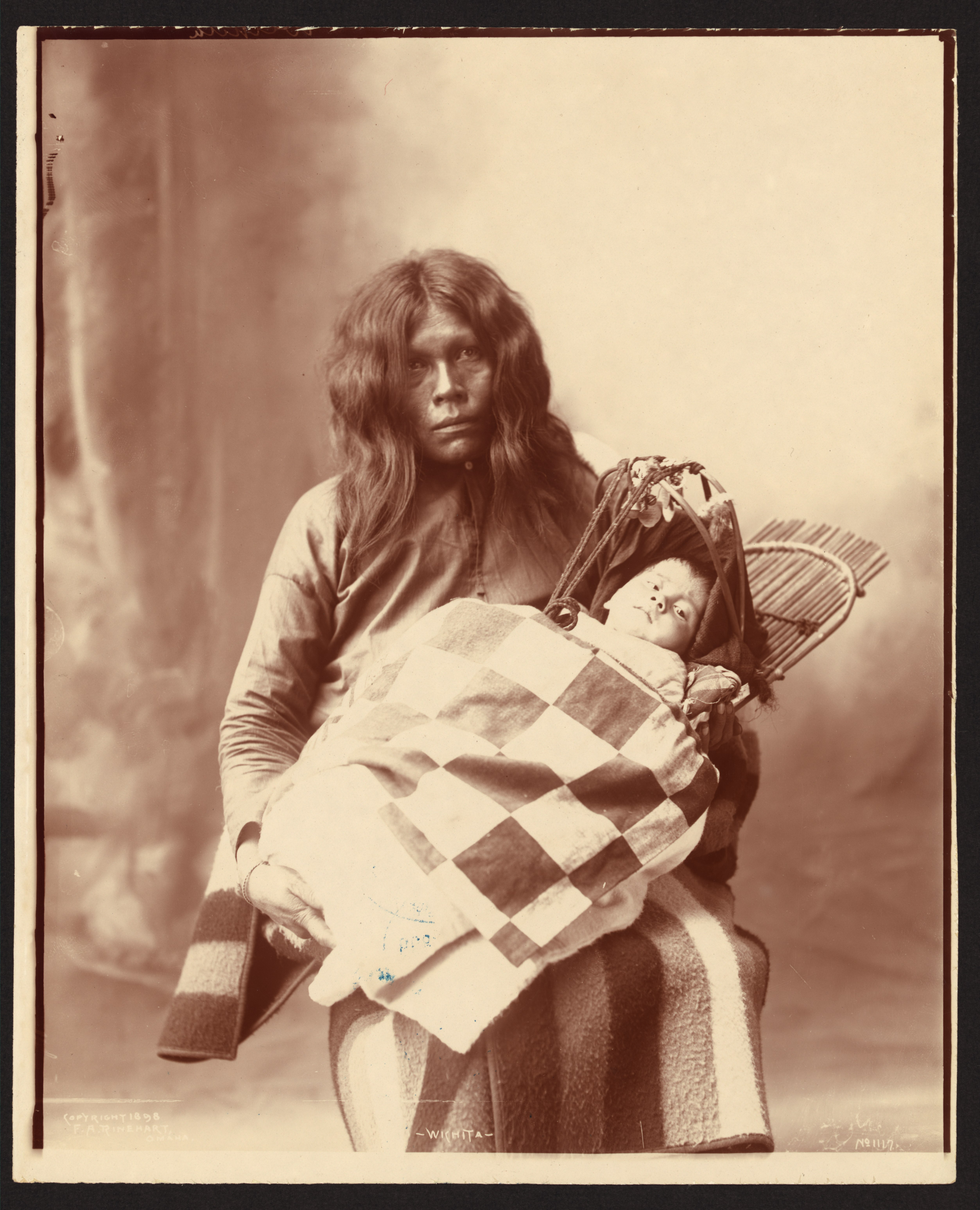
Wichitas, 1899. Photo de Frank Rinehart. Le nourrisson est dans un porte-bébé sur planche